# Obizzo IV d'Este

Stemma della famiglia estense.

Obizzo IV d'Este (Ferrara, 19 settembre 1356 – 1388) è stato un nobile italiano.

## Biografia

### Infanzia

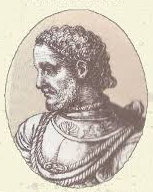
Aldobrandino III d'Este

Era figlio di Aldobrandino III d'Este, marchese di Ferrara e di Beatrice da Camino, al quale il padre lasciò i beni allodiali.

### Congiura e morte
Assieme alla madre ordì una congiura, appoggiato dai fiorentini e dai Carraresi, contro lo zio Alberto V d'Este, reo di aver stipulato scomode alleanze. Sedata la rivolta, venne decapitato nel 1388 assieme alla madre.

## Ascendenza
|                         |                          |                        | Genitori                    |  |  | Nonni |  |  | Bisnonni               |  |  | Trisnonni        |  |
|                         |                          |                        |                             |  |  |       |  |  | Aldobrandino II d'Este |  |  | Obizzo II d'Este |  |
|                         |                          |                        |                             |  |  |       |  |  | Aldobrandino II d'Este |  |  | Obizzo II d'Este |  |
|                         |                          | Jacopina Fieschi       |                             |  |  |       |  |  | Aldobrandino II d'Este |  |  |                  |  |
| Obizzo III d'Este       |                          |                        |                             |  |  |       |  |  | Aldobrandino II d'Este |  |  |                  |  |
|                         |                          | Alda Rangoni           | Tobia Rangoni               |  |  |       |  |  |                        |  |  |                  |  |
|                         |                          | Alda Rangoni           | Tobia Rangoni               |  |  |       |  |  |                        |  |  |                  |  |
|                         |                          | Alda Rangoni           | Caracosa Lupi               |  |  |       |  |  |                        |  |  |                  |  |
| Aldobrandino III d'Este |                          | Alda Rangoni           |                             |  |  |       |  |  |                        |  |  |                  |  |
|                         |                          | Iacopo Ariosti         | …                           |  |  |       |  |  |                        |  |  |                  |  |
|                         |                          | Iacopo Ariosti         | …                           |  |  |       |  |  |                        |  |  |                  |  |
|                         |                          | Iacopo Ariosti         | …                           |  |  |       |  |  |                        |  |  |                  |  |
| Lippa Ariosti           |                          | Iacopo Ariosti         |                             |  |  |       |  |  |                        |  |  |                  |  |
|                         |                          | …                      | …                           |  |  |       |  |  |                        |  |  |                  |  |
|                         |                          | …                      | …                           |  |  |       |  |  |                        |  |  |                  |  |
|                         |                          | …                      | …                           |  |  |       |  |  |                        |  |  |                  |  |
| Obizzo IV d'Este        |                          | …                      |                             |  |  |       |  |  |                        |  |  |                  |  |
|                         | Guecellone VII da Camino | Gherardo III da Camino |                             |  |  |       |  |  |                        |  |  |                  |  |
|                         | Guecellone VII da Camino | Gherardo III da Camino |                             |  |  |       |  |  |                        |  |  |                  |  |
|                         | Guecellone VII da Camino | ?                      |                             |  |  |       |  |  |                        |  |  |                  |  |
| Rizzardo VI da Camino   | Guecellone VII da Camino |                        |                             |  |  |       |  |  |                        |  |  |                  |  |
|                         |                          | Mabilia Sambonifacio   | Vinciguerra di Sambonifacio |  |  |       |  |  |                        |  |  |                  |  |
|                         |                          | Mabilia Sambonifacio   | Vinciguerra di Sambonifacio |  |  |       |  |  |                        |  |  |                  |  |
|                         |                          | Mabilia Sambonifacio   | Cappellina degli Scrovegni  |  |  |       |  |  |                        |  |  |                  |  |
| Beatrice da Camino      |                          | Mabilia Sambonifacio   |                             |  |  |       |  |  |                        |  |  |                  |  |
|                         |                          | Alboino della Scala    | Alberto I della Scala       |  |  |       |  |  |                        |  |  |                  |  |
|                         |                          | Alboino della Scala    | Alberto I della Scala       |  |  |       |  |  |                        |  |  |                  |  |
|                         |                          | Alboino della Scala    | Verde di Salizzole          |  |  |       |  |  |                        |  |  |                  |  |
| Verde della Scala       |                          | Alboino della Scala    |                             |  |  |       |  |  |                        |  |  |                  |  |
|                         |                          | Caterina Visconti      | Matteo I Visconti           |  |  |       |  |  |                        |  |  |                  |  |
|                         |                          | Caterina Visconti      | Matteo I Visconti           |  |  |       |  |  |                        |  |  |                  |  |
|                         |                          | Caterina Visconti      | Bonacossa Borri             |  |  |       |  |  |                        |  |  |                  |  |
|                         |                          | Caterina Visconti      |                             |  |  |       |  |  |                        |  |  |                  |  |